# La Pixarra
L'escultura urbana coneguda pel nom La Pixarra, ubicada al camp de futbol "La Pixarra" (Santa Marina de pedramuelle), a la ciutat d'Oviedo, Principat d'Astúries, Espanya, és una de les més d'un centenar que adornen els carrers de l'esmentada ciutat espanyola.
El paisatge urbà d'aquesta ciutat, es veu adornat per obres escultòriques, generalment monuments commemoratius dedicats a personatges d'especial rellevància en un primer moment, i més purament artístiques des de finals del segle xx.
L'escultura, està feta en honor d'Emilia García Fernández, a qui se li va donar el sobrenom de "La Pixarra", i que nascuda a la segona meitat del segle XX va ser seguidora de l'equip de futbol Real Oviedo des del moment de la seva fundació. Es tracta d'un bust de bronze situat sobre un pedestal de pedra, que presenta una placa metàl·lica amb les següents inscripcions: EMILIA GARCÍA FERNÁNDEZ / "LA Pixarra" / 29 D'ABRIL DE 1995. Seu autor és Agüeria.